# Isaac Hawkins Browne
Isaac Hawkins Browne (Burton upon Trent, 21 gennaio 1705 – Bloomsbury, 14 febbraio 1760) è stato un politico e poeta inglese.
Divenuto noto per la sua opera intitolata A Pipe of Tobacco (1736), dove parlava dei poeti Jonathan Swift e Alexander Pope. Scrisse anche un poema in latino sulla immortalità dell'anima, De Animi immortalitate (1754).

## Biografia
Nacque a Burton-upon-Trent, Staffordshire, figlio di William Browne, vicario della parrocchia, e Ann (nata Hawkins) Browne. Studiò a Lichfield e alla Westminster School. Entrò al Trinity College di Cambridge, nel 1721, dal quale secondo alcuni si laureò come Master of Arts, anche se non vi era alcuna traccia della sua laurea. Fece parte del Call to the bar nel 1728 presso la Lincol'n Inn. Era un amico di Samuel Johnson.
Fu il deputato per il Much Wenlock, Shropshire nel 1744-1754, anche se non contribuì molto.
Egli è stato eletto Fellow della Royal Society nel mese di febbraio, 1750.
Morì nella sua casa di Londra nel Great Russell Street, Bloomsbury Square, il 14 febbraio 1760.

## Famiglia
Sposò Jane Trimnell, figlia di David Trimnell, nel 1744, dal quale ebbero un figlio, Isaac Hawkins Browne